# Carlene Begnaud
Carlene Denise Moore-Begnaud (Louisiana, 27 augustus 1973), beter bekend als Jazz, is een Amerikaans professioneel worstelaarster die vooral bekend is van haar tijd bij World Wrestling Entertainment.

## In het worstelen
- Finishers
  - Bitch Clamp (Elevated double chickenwing)
  - Fisherman buster
  - Jazz Stinger (Sitout facebuster)
  - Sitout scoop slam piledriver
  - Snap DDT
  - STF

- Signature moves
  - Bridging reverse chinlock
  - Cartwheel evasion
  - Jumping high–angle leg drop
  - Monkey flip
  - Single leg Boston crab
  - Sitout front powerslam
  - Spin kick
  - Running splash

- Managers
  - Theodore Long
  - SoCal Val
  - Steven Richards

- Worstelaars managed
  - Impact Players
  - Tommy Dreamer
  - Rodney Mack
  - Mark Henry

- Bijnamen
  - "The Baddest Bitch"
  - "Bad-ass Bitch"
  - "The Female Fighting Phenom"

## Prestaties
- Downsouth Championship Wrestling
  - DCW Louisiana State Championship (1 keer)

- NWA Cyberspace
  - NWA Cyberspace Women's Championship (1 keer)

- Women's Extreme Wrestling
  - WEW World Heavyweight Championship (1 keer)

- World Wrestling Entertainment
  - WWE Women's Championship (2 keer)